# 수익인식
수익인식(revenue recognition) 원칙은 매칭 원칙과 함께 발생주의 회계의 기본이다. 둘 다 수익과 비용이 인식되는 회계 기간을 결정한다. 원칙에 따르면 수익은 언제 현금을 받았는지에 관계없이 실현되거나 실현 가능할 때 인식되고 수익이 발생한다(일반적으로 재화를 이전하거나 용역을 제공할 때). 반대로 현금 회계에서는 상품이나 서비스가 판매된 시점에 상관없이 현금을 받았을 때 수익을 인식한다.
현금은 의무 이행 기간(상품 또는 서비스 제공 시점)보다 빠르거나 늦은 기간에 수령할 수 있으며 관련 수익이 인식되어 다음과 같은 두 가지 유형의 계정이 생성된다.
- 미수수익: 현금을 받기 전에 수익을 인식한다.
- 이연수익: 현금을 수취한 시점에 수익을 인식한다.

회계 기간 동안 실현된 수익은 소득에 포함된다.